# Из жизни Фёдора Кузькина (повесть)
«Из жизни Фёдора Ку́зькина» («Живо́й») — повесть русского писателя Бориса Можаева, написанная в 1964—65 годах. В центре сюжета повести, действие которой происходит на Рязанщине в 1950-е годы, — противостояние крестьянина Фёдора Фомича Кузькина и невзлюбившего его колхозного начальства.
Одно из наиболее известных произведений писателя, по которому в 1969 году в Театре на Таганке был поставлен и запрещен спектакль (премьера состоялась в 1989 году). В 1989 году режиссёром Станиславом Ростоцким был снят фильм.

## История
Повесть была опубликована в «Новом мире», № 7 за 1966 год, под редакционным заглавием «Из жизни Фёдора Кузькина». В последующие сборники избранного повесть не включалась. Её вторая публикация, уже под авторским названием «Живой» состоялась лишь в 1973 году в сборнике писателя «Лесная дорога». В дальнейшем под этим названием она неоднократно переиздавалась, в том числе в собраниях сочинений Бориса Можаева.
Повесть переведена на иностранные языки, в том числе английский, французский, немецкий, польский и др.

## Сюжет
Действие происходит в 1953—55 гг. в Тихановском районе Рязанской области. Крестьянин Фёдор Фомич Кузькин по прозвищу «Живой» решает уйти из колхоза в своей деревне Прудки, потому что в качестве оплаты за год работы экспедитором ему выдали только мешок гречихи и он не может прокормить свою семью (у него пять детей, ещё один сын служит в армии). Между ним и колхозным председателем Гузёнковым возникает конфликт. В райисполкоме Кузькина исключают из колхоза и налагают на него штраф («твёрдое задание»), в результате он настраивает против себя ещё и председателя райисполкома Мотякова. Кузькин пишет жалобу в обком, к нему приезжает комиссия, в том числе первый секретарь обкома Фёдор Иванович, который назначает специальное разбирательство. В результате Гузёнков и Мотяков получают нагоняй, а Кузькину выдают паспорт, чтобы он смог устроиться на работу, и назначают материальную помощь на зиму.
Весной Кузькин устраивается охранять лес, который сплавляют по реке (колхозам на столбы). Во время половодья он спасает бревна, перетаскивая их на более высокое место с помощью колхозного трактора, за что Мотяков пытается отомстить Кузькину и запрещает продавать ему в местном магазине хлеб. Кузькин обращается в газету «Колхозная жизнь» и в результате запрет снимают. Однако вскоре оказывается, что колхоз хочет забрать всю землю Кузькина, и он за ночь распахивает весь огород и засаживает его картошкой. На него подаёт в суд Гузёнков, однако Кузькин выигрывает дело, вновь оставляя посрамлёнными своих недругов.
Летом Кузькин устраивается работать шкипером на пристань на реке Прокоше неподалёку. Зимой, пытаясь принести прутья тальника, чтобы сплести на продажу несколько кошёвок (саней), он попадает в метель и чуть не замерзает в снегу. Выйдя из больницы, Кузькин продолжает работать на пристани и один раз на рыбалке встречает Мотякова, который остался без работы из-за сокращения райисполкома. Однако в июне Кузькина вызывают в Раскидуху и сообщают, что его пристань закрывают. Он обнаруживает, что новым начальником по кадрам в конторе стал Мотяков. Кузькин расстраивается, однако во время разговора и ужина на берегу с другими уволенными к нему возвращается оптимизм: он решает взять ссуду на покупку коровы и пойти работать в соседнее село Брёхово, к знакомому председателю Пете Долгому, уже выручавшему его раньше.

## Отзывы
- Владимир Бондаренко[6]:

...в этой классической его повести паутина сиюминутных социальных проблем обволакивает порой главное — судьбу маленького, но увёртливого, хваткого и юморного, неистребимого и бойкого Фёдора Кузькина. Такие русские ребята и взяли в своё время Берлин и Прагу, Вену и Будапешт... В Фёдоре Кузькине есть что-то и от Василия Тёркина, и от бравого солдата Швейка, и даже от героев Кафки. ...Нет, не советскую власть ругает в повести Борис Можаев. А осознанно, или по счастливой случайности, вывел он в литературе еще один русский национальный характер. И даже не характер, а тип неуживчивого борца за справедливость, выбирающегося живым из любых передряг.
- Юрий Карякин[7]:

“Один день Ивана Денисовича”, что бы ни говорили о творчестве Солженицына в целом, — вещь “платиновая”, абсолютно гениальная. “Живой” Можаева — рядом. Кузькин — родной, единоутробный, кровный брат Ивана Денисовича. И обоим жить навсегда.

Сначала казалось открытием, а потом превратилось в суесловие выражение — “Мы — дети Двадцатого съезда”… Для многих из моего поколения, для людей, разбуженных Двадцатым съездом, истинно духовным прозрением были “Один день…” Солженицына и “Живой” Можаева. Вот чьими детьми хотелось бы стать.
Сам Борис Можаев также отмечал, что в образе Кузькина его интересовал прежде всего определённый тип характера:
Когда я писал Кузькина, меня интересовал характер, могущий встретиться не только в деревенской, но и в городской жизни, характер, сформировавшийся в определённых, привычных для прежней нашей действительности условиях, характер, устойчиво проявивший себя в экстремальных ситуациях. Сохранивший достоинство и честь, оставшийся самим собою, способный, несмотря ни на что, делать своё дело. Типический, стало быть, характер. Так что Кузькин мог быть и крестьянином, и учёным, и инженером, и офицером...

## Постановка
Вскоре после публикации повести Юрий Любимов решил инсценировать её в Театре на Таганке. Уже в 1968 году был поставлен спектакль, главную роль сыграл Валерий Золотухин. Однако спектакль был расценен как пасквиль на советский образ жизни и запрещён после просмотра министром культуры Екатериной Фурцевой. Инициатором запрета был заместитель Фурцевой Константин Воронков.
Его премьера состоялась лишь 23 февраля 1989 года.

## Экранизация
В 1989 году режиссёр Станислав Ростоцкий снял двухсерийный фильм по повести. Фильм стал последней работой Ростоцкого. В роли Кузькина выступил Александр Суснин (также уроженец Рязанской области).
Фильм снимался в городе Вязники и деревнях Вязниковского района Владимирской области.